# Папа Елеутерије
Свети Елеутерије (лат. Eleuterus, Eleutherius, грч. Ελεύθερος, римски папа 175-189) био је пореклом Грк из Епира рођен у Никопољу. 

## Биографија
Зна се да је Аникетов ученик и да је био уз њега за све време његовог епископата. Тада беше ђакон и Аникетов саветник и помоћник приликом његовог сусрета са Поликарпом. Постоје индиције да је његовом иницијативом дошло до формирања хришћанских заједница у местима Виен и Лион у Галији (данашња Француска) познатим по прогонима и страдањима хришћана 177. године, посебно присталица монтанистичке секте. 
Да би избегли истребљење хришћани су баш тих година упутили цару четири документа у којима се званично дистанцирају од наведене секте уз истовремено исказивање лојалности цару и властима.
За ово време везана је велика о мартиријуму свете Цецилије. Она се наводно удала за свог изабраника Валеријана али под условом да у браку остане девица. Младожења је био паганин и прихватио је услов, те ће из одушевљења и сам прихватити хришћанство. Овакав поступак младог брачног пара засметао је властима па су их обоје осудили на смрт. Цецилија је удављена у врелој води, проглашена је мученицом и посвећена јој је црква у месту Трастевере где је живела њена породица. Цркву је саградио римски еписком Пасквале. 
Приликом ископавања 1599. године кардинал Сфорднати оставио је писмени траг да је онде затекао нетрулежни леш свете Цецилије са састављена три прста десне руке-знак да су се у њено доба а и касније све до половине IX века хришћани једнако крстили са три прста исказујући поштовање светом тројству. Њен кип у лежећем положају овековечио је велики вајар Стефано Модерно. Важи за заштитницу музичара. Њено име носи опера у Напуљу и позната римска музичка академија.
За време епископата светог Елетерија владао је римски цар Комодо који је према записима био прилично толерантан према хришћанима што је римском епископу омогућило да се посвети решавањима проблема у цркви о чему пише Јевсевије из Цезареје у свом запису : „Црква је могла уживати мир у читавој земљи, па се реч божија могла ширити свуда ."Али наставили су се већ започети процеси против хришћана од којих је значајан онај против Калиста будућег римског епископа који је имао среће па га је ослободио банкар Карпофоро.
За Елеутерија се верује да је умро природном смрћу и да је сахрањен у ватиканским катакомбама 189. године.